# Bosconero
Bosconero is een gemeente in de Italiaanse provincie Turijn (regio Piëmont) en telt 2998 inwoners (31-12-2004). De oppervlakte bedraagt 11,1 km², de bevolkingsdichtheid is 270 inwoners per km².
De volgende frazioni maken deel uit van de gemeente: Mastri.

## Demografie
Bosconero telt ongeveer 1192 huishoudens. Het aantal inwoners steeg in de periode 1991-2001 met 4,1% volgens cijfers uit de tienjaarlijkse volkstellingen van ISTAT.
| Jaar | Inwoneraantal |
| ---- | ------------- |
| 1991 | 2811          |
| 2001 | 2927          |

## Geografie
De gemeente ligt op ongeveer 239 m boven zeeniveau.
Bosconero grenst aan de volgende gemeenten: Rivarolo Canavese, San Giusto Canavese, Feletto, Foglizzo, San Benigno Canavese, Lombardore.
1. ↑  https://demo.istat.it/?l=it.